# Перішань
Перішань, Перішані (рум. Perișani) — село у повіті Вилча в Румунії. Входить до складу комуни Перішань.
Село розташоване на відстані 168 км на північний захід від Бухареста, 30 км на північ від Римніку-Вилчі, 125 км на північ від Крайови, 98 км на захід від Брашова.

## Населення
За даними перепису населення 2002 року у селі проживали 300 осіб, усі — румуни. Усі жителі села рідною мовою назвали румунську.

## Персоналії
- Колотило Михайло — провідник Буковинського обласного проводу ОУН, православний священник. Служив на місцевій парафії.